# Joachim Ullrich
Joachim Hermann Ullrich (Edenkoben, 2 de junho de 1956) é um físico alemão. É desde 1 de janeiro de 2012 presidente da Physikalisch-Technische Bundesanstalt (PTB) em Braunschweig.

## Vida
Ullrich estudou geofísica e física na Universidade de Frankfurt, onde depois de obter o diploma em 1983 obteve também o doutorado em 1987, orientado por Horst Schmidt-Böcking, e a habilitação em 1994 sobre Rückstoßionen-Impulsspektroskopie (RIMS). Depois de trabalhar na Gesellschaft für Schwerionenforschung (1989-1994), foi Visiting Scientist na Universidade Estadual do Kansas em Manhattan e professor visitante na Universidade do Missouri em Rolla. Em 1997 foi professor na Universidade de Freiburg. Mudou-se em 2001 como diretor e membro científico para o Max-Planck-Institut für Kernphysik em Heidelberg sendo desde 2002 professor honorário na Universidade de Heidelberg e desde 2003 é também professor consultor na Universidade Fudan em Xangai.
Recebeu o Prêmio Gottfried Wilhelm Leibniz de 1999 e o Prêmio de Pesquisa Philip Morris de 2006.

## Publicações selecionadas
- Vielfachionisation in hochenergetischen Schwerionenstössen. (=Dissertation, Universität Frankfurt 1987). OCLC 46082486.
- Rückstoßionen-Impulsspektroskopie ein neuer Weg zur Untersuchung der Dynamik atomarer Reaktionen. (=Habilitationsschrift, Frankfurt 1993) Gesellschaft für Schwerionenforschung, Darmstadt 1994, OCLC 180601460.
- Atoms in extreme virtual photon fields of fast, highly charged ions. Gesellschaft für Schwerionenforschung, Darmstadt 1999, OCLC 76378171.